# 常宁市
常宁市，位于中国湖南省南部、湘江中游南岸，隶属于地级衡阳市。区域总面積为2046平方公里，常住总人口約80万人。市人民政府駐宜阳街道青阳北路。

## 历史
汉属耒阳县地，三国时析置新平、新宁二县。晋时新平县并入新宁县。唐天宝年间，新宁县更名为常宁县。元升为州，明复降为县。1996年撤县设市。

## 人口
根据湖南省衡阳市第七次全国人口普查公报显示：常宁市常住人口为790676人，男性人口占比52.3%，女性人口占比47.7%，年龄结构中0-14岁占比22.58%，15-59岁占比58.8%，60岁以上占比18.63%，65岁以上占比13

## 地理
境内丘陵广布，属南岭余脉；湘江及其支流舂陵水流经东、北边境；全市约一半土地为森林覆盖。

## 行政区划
常宁市下辖4个街道办事处、14个镇、3个乡、1个民族乡：
宜阳街道、泉峰街道、培元街道、曲潭街道、柏坊镇、水口山镇、烟洲镇、荫田镇、白沙镇、西岭镇、三角塘镇、洋泉镇、庙前镇、罗桥镇、板桥镇、胜桥镇、官岭镇、新河镇、蓬塘乡、兰江乡、大堡乡和塔山瑶族乡。

## 政治

### 现任领导
| 机构     | 常宁市人民政府 市长 | · 中国共产党 · 常宁市委员会 · 书记 | 常宁市人民代表大会 常务委员会 主任 | · 中国人民政治协商会议 · 常宁市委员会 · 主席 |
| -------- | ------------------- | ---------------------------------- | ---------------------------------- | -------------------------------------------- |
| 姓名     | 罗卫华              | 吴乐胜                             | 何旭明                             | 王一花                                       |
| 民族     | 汉族                | 汉族                               | 汉族                               | 汉族                                         |
| 出生地   | 湖南省耒阳市        | 湖南省湘阴县                       | 湖南省长沙县                       | 湖南省常宁市                                 |
| 出生日期 | 1973年11月（51歲）  | 1969年2月（56歲）                  | 1966年9月（58歲）                  | 1972年10月（52歲）                           |
| 就任日期 | 2021年6月           | 2021年7月29日                      | 2019年3月7日                       | 2021年10月26日                               |

## 交通
- 234国道、 356国道过境。

## 矿产
有色金属蕴藏丰富，尤其是水口山的铅锌矿，储量极其巨大，是世界最大的铅锌产地之一。
常宁市是有色金属之乡。

## 经济
常宁的工业以采矿及有色金属冶炼为主。农业主产稻谷、棉花、生猪等，特产油茶。